# Laspeyria
Laspeyria is een geslacht van nachtvlinders uit de familie spinneruilen (Erebidae).

## Soorten
- L. flexula

Bruine sikkeluil (Denis & Schiffermüller, 1775)
- L. lilacina Warren, 1913
- L. rectilinealis Graeser, 1888